# Tu es Pierre
Pour plus de détails, voir Fiche technique et Distribution.
Tu es Pierre est un film documentaire français réalisé par Philippe Agostini, sorti en 1959.

## Synopsis
Le catholicisme, de l'apôtre Pierre au pape Jean XXIII.

## Fiche technique
- Titre : Tu es Pierre
- Réalisateur : Philippe Agostini
- Commentaire : Daniel-Rops
- Photographie : Jean-Marie Maillols
- Montage : Simone Dubron
- Musique : Henri Sauguet
- Producteur : Productions du Parvis
- Durée : 88 minutes
- Date de sortie : 
  - France : 23 octobre 1959